# Sundown – Geheimnisse in Acapulco
Sundown – Geheimnisse in Acapulco (Originaltitel: Sundown, dt.: „Sonnenuntergang“) ist ein Spielfilm von Michel Franco aus dem Jahr 2021. Die Hauptrollen in dem Familiendrama übernahmen Tim Roth und Charlotte Gainsbourg.
Im Jahr ihrer Veröffentlichung wurde die internationale Koproduktion im Wettbewerb der 78. Filmfestspiele von Venedig uraufgeführt.

## Handlung
Neil Bennett macht mit seiner Schwester Alice und den Kindern Colin und Alexa Urlaub  in einem Luxusresort in Acapulco. Das Leben des wohlhabenden Briten scheint perfekt zu sein, ehe ein Telefonanruf eines Verwandten das Idyll stört. Alice wird informiert, dass ihre Mutter ins Krankenhaus eingeliefert wurde. Neil, Alice und die Kinder sind gezwungen, sofort nach London zurückzukehren. Auf dem Weg zum Flughafen erfährt Alice telefonisch, dass ihre Mutter gestorben ist.
Kurz vor Abflug ihrer Maschine am Flughafen gibt Neil vor, seinen Ausweis im Hotel vergessen zu haben. Er besteht darauf, dass die anderen wie geplant die Heimreise antreten. Er werde den nächsten Flug nehmen. Stattdessen mietet sich Neil in ein billiges Hotel ein, vertreibt sich die Zeit mit Biertrinken am Strand und macht die Bekanntschaft der attraktiven Einheimischen Berenice. In Telefonaten mit Alice gibt Neil immer neue Gründe vor, seine Rückkehr nach London aufzuschieben. Schließlich taucht Alice wieder in Acapulco auf und konfrontiert Neil mit seinem Verhalten; dieser teilt ihr mit, dass er bereit ist, seine Anteile aus der gemeinsamen Firma, einem Fleischkonzern, abzugeben. 
Nach der Beurkundung von Neils Rückzug aus dem familieneigenen Unternehmen gegen eine monatliche Zahlung geraten Alice und der Familienanwalt Richard auf dem Rückweg zum Flughafen in einen Überfall, bei dem Alice getötet und Richard verletzt wird. Neil wird unter dem Verdacht festgenommen, den Tod seiner Schwester beauftragt zu haben, um das gemeinsame Unternehmen zu erben. Dank der Intervention eines Botschaftsangestellten und Richards kommt Neil aus dem Gefängnis frei und kehrt in das Hotel zurück. Richard organisiert ein Treffen zwischen Alices Kindern und Neil, wobei er sein Erbe gegen eine Abstandszahlung und eine monatliche Rente an diese abtritt. Darauf erleidet Neil beim Rückkehr mit Berenice in die gemeinsame Wohnung einen Zusammenbruch und fällt eine Treppe herab. Im Krankenhaus wird festgestellt, dass Neil unter einer Krebserkrankung leidet, die laut den Akten seiner Krankenversicherung bereits bekannt war und nun in sein Gehirn metastasiert hat. Neil wird in Begleitung von Berenice in eine Spezialklinik nach Mexiko-Stadt verlegt, die er bei Nacht, als Berenice schläft, verlässt.
Die beiden letzten Szenen zeigen Wellen auf dem Meer und den Blick aus einem Strandhaus auf eine Dünenlandschaft. Vor dem Haus steht ein Stuhl, auf dem Neils Hemd im Wind weht.

## Entstehungsgeschichte
Für Michel Franco ist Sundown – Geheimnisse in Acapulco der siebente Spielfilm, bei dem er Regie führte. Auch verfasste er das Drehbuch, trat als Koproduzent auf und wirkte am Filmschnitt mit.

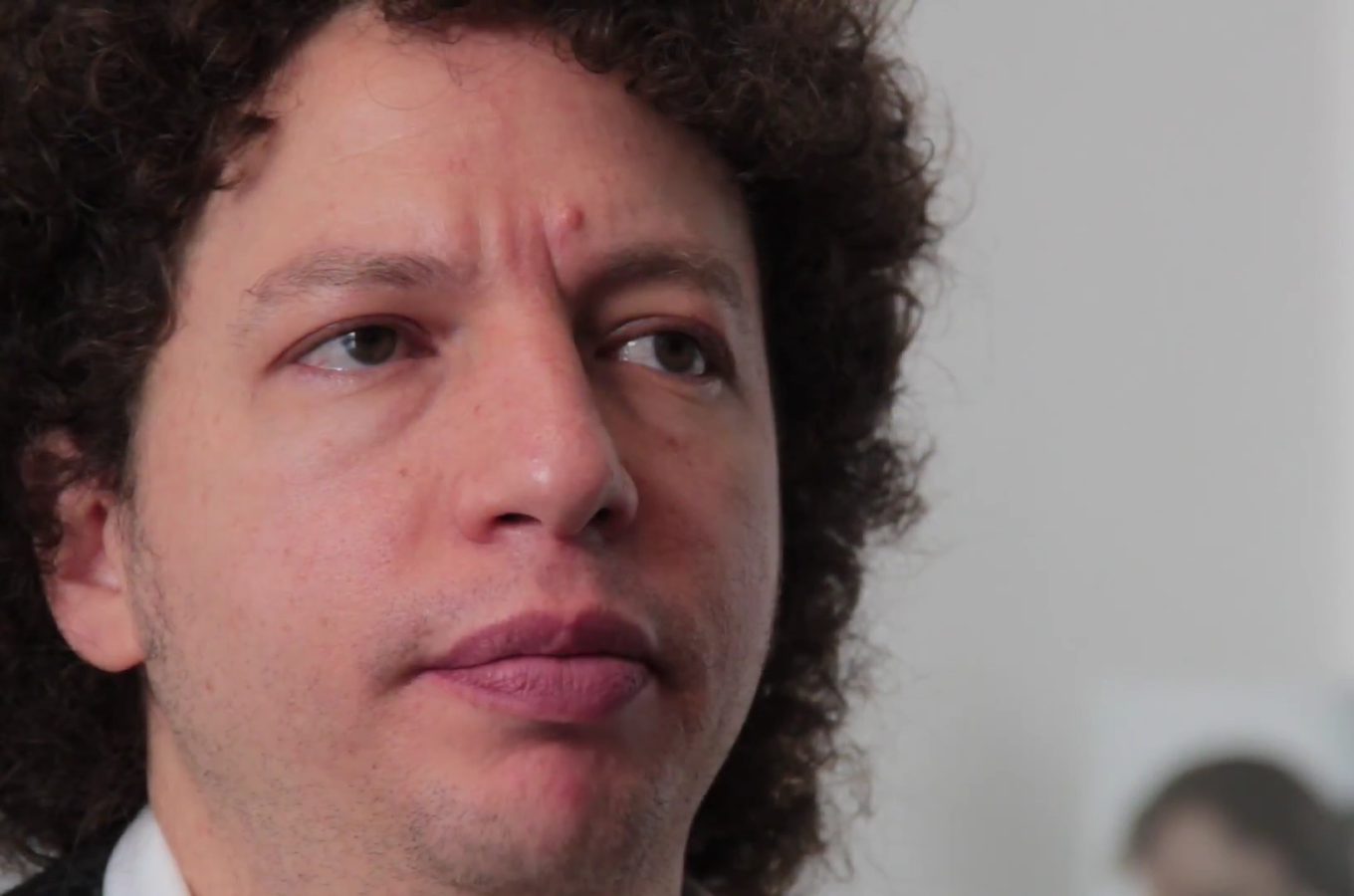
Michel Franco (2017)

Für die männlichen Hauptrolle besetzte Franco den britischen Schauspieler Tim Roth, dem er bereits in seinem ersten englischsprachigen Spielfilm Chronic (2015) die Hauptrolle anvertraut hatte. Beide lernten sich beim Filmfestival von Cannes 2012 kennen, wo Roth als Jurypräsident der Nebenreihe Un Certain Regard Franco den Hauptpreis für dessen Spielfilm Después de Lucía zuerkannt hatte. Neben Chronic war Roth auch in Gabriel Ripsteins Film 600 Meilen (2015) aufgetreten, den Franco mitproduziert hatte. Er sei mit Sundown der Bitte des Schauspielers nachgekommen, einen Film in Acapulco zu drehen sowie mit Charlotte Gainsbourg zusammenzuarbeiten. Franco selbst hatte als Kind seine Ferien in Acapulco verbracht. Eigenen Angaben zufolge sei es schockierend für ihn gewesen, festzustellen, dass sich die Stadt zu einem „Epizentrum der Gewalt“ entwickelt hätte.

„‚Sundown‘ entspringt der Notwendigkeit, einen Ort zu erkunden, der immer weiter entfernt und fremd erscheint. Diese Erforschung aller in Acapulco vorhandenen Perspektiven ist auch eine Charakterstudie und eine Studie der Familiendynamik. Die Sonne nimmt ihren ursprünglichen Platz ein; sie scheint immer aggressiv und direkt. Das Bild muss zwingend zwei Dinge widerspiegeln: Die emotionalen Zustände der Charaktere und die in ihrer Umgebung vorherrschende Gewalt.“

Die Dreharbeiten fanden im Frühjahr 2020, kurz vor Ausbruch der COVID-19-Pandemie, an Originalschauplätzen in Acapulco statt. An den Dreharbeiten wirkten zahlreiche örtliche Laiendarsteller mit, darunter Hafenarbeiter. Neben Roth und Gainsbourg wurden nur Iazua Larios und Mónica Del Carmen als professionelle Schauspieler verpflichtet. Del Carmen absolvierte in Sundown einen Cameoauftritt. Sie castete gemeinsam mit Viridiana Olvera vor Ort die Laiendarsteller. Franco hatte sich dagegen entschieden, in anderen Teilen Mexikos nach geeigneten Darstellern suchen zu lassen, da ihm Authentizität wichtiger war.
Rückblickend zeigte sich Franco sehr zufrieden mit dem fertiggestellten Film. Jedes Element habe in Sundown seinen Platz gefunden. Dennoch ließ er vor der Premiere des Films absichtlich kaum Informationen über die Handlung verlautbaren. Bei der Präsentation des Wettbewerbsprogramms der Filmfestspiele von Venedig im Juli 2021 tat es ihm der künstlerische Leiter Alberto Barbera gleich. „Über die Geschichte des Films werde ich Ihnen nichts erzählen, denn ich kann die Überraschung dieses Werkes nicht ruinieren, noch die Spannung, die auf einer rastlosen Vision seines Regisseurs beruht“, so Barbera.

## Veröffentlichung
Der Film wurde am 5. September 2021 beim 78. Filmfestival von Venedig uraufgeführt.
Am 13. September 2021 wurde der Film in Toronto gezeigt und auf Filmfestivals in Brüssel, Chicago, London und Palm Springs gezeigt.

## Auszeichnungen
Für Sundown – Geheimnisse in Acapulco erhielt Franco seine zweite Einladung in den Wettbewerb um den Goldenen Löwen, den Hauptpreis des Filmfestivals.